# Classe Kii
A Classe Kii (紀伊型戦艦) foi uma classe de couraçados prlanejados Marinha Imperial Japonesa, composta pelo Kii, Owari e mais duas embarcações chamadas apenas de Número 11 e 12. Eles tinham a intenção de reforçar a chamada "Frota Oito-Oito", formada por oito couraçados e oito cruzadores de batalha. A classe foi encomendada depois dos Estados Unidos terem anunciado um grande programa de construção naval, com seu projeto sendo baseado nos cruzadores de batalha da Classe Amagi. Foram encomendados em 1921, porém os trabalhos foram suspensos depois da assinatura do Tratado Naval de Washington em 1922. As embarcações foram canceladas em 1923 e 1924.
Os couraçados da Classe Kii, como originalmente projetados, seriam armados com uma bateria principal de dez canhões de 410 milímetros montados em cinco torres de artilharia duplas. Teriam um comprimento de fora a fora de 250 metros, uma boca de trinta metros, uma calado de quase dez metros e um deslocamento de mais de 48 mil toneladas. Seus sistemas de propulsão seriam compostos por dezenove caldeiras a óleo combustível que alimentariam quatro conjuntos de turbinas a vapor, que por sua vez girariam quatro hélices até uma velocidade máxima de 29 nós (54 quilômetros por hora). Os navios teriam um cinturão principal de blindagem cuja espessura máxima seria de 292 milímetros.

## Antecedentes

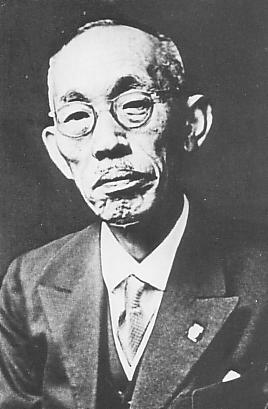
Yuzuru Hiraga, o projetista da Classe Kii

Em 1918, a Marinha Imperial Japonesa tinha conseguido aprovação para uma "Frota Oito-Oito", composta por oito couraçados e oito cruzadores de batalha, todos navios com menos de oito anos de idade. Entretanto, ter encomendado quatro grandes couraçados, dois da Classe Nagato e dois da Classe Tosa, mais quatro cruzadores de batalha da Classe Amagi colocou um enorme fardo econômico sobre o Japão, que na época estava gastando por volta de um terço do orçamento nacional apenas na marinha.  Mesmo assim, a Marinha Imperial conseguiu a aprovação em 1920 de uma "Frota Oito-Oito-Oito" depois dos Estados Unidos terem anunciado no ano anterior sua intenção de reiniciar um plano para possuírem mais dez novos couraçados e seis cruzadores de batalha. A resposta japonesa foi planejar a construção de mais oito couraçados da Classe Kii e Classe Número 13.
A Classe Kii foi projetada pelo capitão Yuzuru Hiraga e foi baseada nos cruzadores de batalha da Classe Amagi, que por sua vez eram uma versão menos blindada dos couraçados da Classe Tosa. As únicas grandes diferenças entre as classes Kii e Amagi eram suas velocidades e blindagens; os membros da Classe Amagi seriam mais velozes, porém a Classe Kii teria uma blindagem mais espessa. Mesmo assim, a Classe Kii foi classificada pelos japoneses como "couraçados rápidos", pois tinham decidido encerrar a distinção entre "couraçados" e "cruzadores de batalha".

## Características
Os navios da Classe Kii teriam 234,9 metros de comprimento entre perpendiculares, 250,1 metros de comprimento de fora a fora, boca de 30,8 metros e calado de 9,7 metros. Seu deslocamento normal seria de 42,6 mil toneladas, enquanto o deslocamento carregado ficaria em 48,5 mil toneladas. As embarcações deveriam ser equipadas com quatro turbinas a vapor Gijutsu-Hombu, cada uma girando uma hélice. Essas turbinas foram projetadas para produzirem 133 mil cavalos-vapor (97,8 mil quilowatts) de potência, usando o vapor proporcionado por dezenove caldeiras Kampon a óleo combustível. Sua velocidade máxima seria de 29,75 nós (55,1 quilômetros por hora).
O armamento principal seria de dez canhões calibre 45 de 410 milímetros montados em cinco torres de artilharia duplas, duas na frente e três atrás da superestrutura. Eles disparariam projéteis de uma tonelada a uma velocidade de saída de 790 metros por segundo. A bateria secundária consistiria em dezesseis canhões calibre 50 de 140 milímetros montados em casamatas na superestrutura. Seriam armas manuais com alcance máximo de 19,75 quilômetros a uma elevação de 35 graus e cadência de tiro de até dez disparos por minuto. As defesas antiaéreas teriam quatro canhões calibre 45 de 120 milímetros montados ao redor da chaminé. Estas teriam uma elevação máxima de 75 graus e cadência de tiro de dez a onze disparos por minuto. Seus projéteis pesariam 20,41 quilogramas, teriam uma velocidade de saída de 825 a 830 metros por segundo e uma altura máxima de disparo de dez quilômetros. A Classe Kii também receberia oito tubos de torpedo de 610 milímetros acima da linha d'água, quatro de cada lado.
As embarcações teriam sido protegidas por um cinturão de blindagem na linha d'água de 292 milímetros de espessura, que seria angulado em quinze graus para fora no topo a fim de aumentar a resistência contra penetração de projéteis disparados a curta distância. O cinturão foi projetado para resistir a projéteis de até 410 milímetros disparados a distâncias de doze até vinte quilômetros. As torres de artilharia principais seriam protegidas por placas blindadas que ficariam entre 229 e 280 milímetros de espessura, enquanto a torre de comando receberia uma blindagem de 356 milímetros de espessura. Os conveses seriam de 120 milímetros de espessura. Os couraçados da Classe Kii também teriam anteparas antitorpedo de 75 milímetros, que conectariam-se no topo com um convés lascado de 38 milímetros, localizado abaixo do convés principal.

## História
Os dois primeiros navios foram encomendados em 12 de outubro de 1921, seguidos pelos outros dois mais tarde no mesmo ano. O Kii seria construído pelo Arsenal Naval de Kure e sua data de finalização foi estimada para novembro de 1923, enquanto o Owari seria construído pelo Arsenal Naval de Yokosuka e seria completado em setembro. Os dois outros, chamados apenas de Número 11 e Número 12, foram entregues, respectivamente, para a Kawasaki em Kobe e para a Mitsubishi em Nagasaki. O batimento de quilha das embarcações foi paralisado em 5 de fevereiro de 1922, pois os termos do Tratado Naval de Washington proibiam a construção de couraçados com deslocamentos maiores que 36 mil toneladas. O Número 11 e Número 12 foram cancelados formalmente em 19 de novembro de 1923, já o Kii e o Owari foram cancelados em 14 de abril de 1924.